# NGC 2129
NGC 2129 је расејано звездано јато у сазвежђу Близанци које се налази на NGC листи објеката дубоког неба.
Деклинација објекта је + 23° 19' 4" а ректасцензија 6h 1m 6,5s. Привидна величина (магнитуда) објекта NGC 2129 износи 6,7. NGC 2129 је још познат и под ознакама OCL 467.